# Alexander Onischuk
Alexander Onischuk (en russe : Александр Васильевич Онищук, Aleksandr Vassilievitch Onichtchouk), né le 3 septembre 1975 à Simferopol, en RSS d'Ukraine, est un grand maître américain du jeu d'échecs d'origine ukrainienne.
Au 1er mars 2011, il est le 57e joueur mondial avec un classement Elo de 2 678 points.

## Biographie et carrière
Onischuk remporta la médaille d'argent au championnat du monde d'échecs junior de  1993. 

### Tournois internationaux
En 1996, il remporte le tournoi de Wijk aan Zee dans le groupe B. L'année suivante, en 1997, il finit 2e-4e du  tournoi de Wijk aan Zee dans le groupe principal. En 2000, il finit 1er-3e du tournoi Corus à Wijk aan Zee dans le groupe B.
Il émigra pour les États-Unis en 2001.
En 2002, il remporte son premier grand succès au tournoi « Karpov » à Poïkovski, puis, en 2004 le championnat open des États-Unis et en 2006, le championnat des États-Unis.
Onischuk participe au Festival d'échecs de Bienne en 2007, où il termine deuxième derrière Magnus Carlsen après un match de départage.
En 2017, il finit 1er-2e du championnat des États-Unis mais perd le match de départage face à Wesley So.

### Compétitions par équipe
Onischuk a participé à trois olympiades avec l'Ukraine (de 1994 à 1998) et à six olympiades avec les États-Unis de 2004 à 2014.
Avec l'Ukraine, il a remporté la médaille d'argent par équipe en 1996 et la médaille de bronze par équipe en 1998.
Avec les États-Unis, il a remporté deux médailles de bronze par équipe (en 2006 et 2008).
Lors des championnats du monde par équipes, il remporta la médaille d'or au deuxième échiquier en 1995 et 2010, ainsi que la médaille d'argent par équipe avec les États-Unis en 2010.

### Résultats aux championnats et coupes du monde
Onischuk a participé au Championnat du monde de la Fédération internationale des échecs 2000 et à sept coupes du monde (de 2005 à 2017). Il se qualifia pour le troisième tour en 2007 et 2017.
| Année | Lieu                             | Résultat       | Ultime adversaire | Adversaires battus                     |
| ----- | -------------------------------- | -------------- | ----------------- | -------------------------------------- |
| 2000  | New Delhi (championnat du monde) | deuxième tour  | Alexeï Chirov     | Evgeni Agrest                          |
| 2005  | Khanty-Mansiïsk (coupe du monde) | deuxième tour  | Lázaro Bruzón     | valeri Popov                           |
| 2007  | Khanty-Mansiïsk (coupe du monde) | troisième tour | Alexeï Chirov     | Zaven Andriasian, Predrag Nikolić      |
| 2009  | Khanty-Mansiïsk (coupe du monde) | deuxième tour  | Arkadij Naiditsch | Diego Flores                           |
| 2011  | Khanty-Mansiïsk (coupe du monde) | deuxième tour  | David Navara      | Ivan Ivanišević                        |
| 2013  | Tromsø                           | deuxième tour  | Leinier Domínguez | Eduardo Iturrizaga                     |
| 2015  | Bakou                            | deuxième tour  | Sergueï Kariakine | Andriï Volokitine                      |
| 2017  | Tbilissi                         | troisième tour | Peter Svidler     | Yaroslav Jereboukh, Radosław Wojtaszek |
| 2021  | Sotchi                           | deuxième tour  | David Paravian    | Akar Ali Salih Salih                   |